# Luncoiu de Jos, Hunedoara
Luncoiu de Jos este satul de reședință al comunei cu același nume din județul Hunedoara, Transilvania, România.

## Vezi și
- Biserica de lemn din Luncoiu de Jos